# سکوت ... شب ترس
سکوت … شب ترس (به هندی: Khamoshh... Khauff Ki Raat) فیلمی محصول سال ۲۰۰۵ و به کارگردانی دیپاک تیجوری است. در این فیلم بازیگرانی همچون جوهی چاولا، شیلپا شتی، راکهی ساوانت، ویشواجیت پارادان، ماکاراند دشپانده، وراجش هیجری و کلی دروجی ایفای نقش کرده‌اند.